# 刘铁生
刘铁生（1923年10月16日—1990年5月19日），湖南祁东人，中华人民共和国外交官，曾任中华人民共和国驻匈牙利人民共和国特命全权大使。